# سرزمین عجایب (کشور خیالی)
سرزمین عجایب (انگلیسی: Wonderland) محیطی برای رمان کودکان لوئیس کارول، به نام ماجراهای آلیس در سرزمین عجایب در سال ۱۸۶۵ است.